# Silvano Sarti
Silvano Sarti, nome di battaglia Pillo (Scandicci, 10 agosto 1925 – Firenze, 24 gennaio 2019), è stato un partigiano e sindacalista italiano, attivo a Firenze e successivamente dirigente dell'ANPI e della CGIL.

## Biografia
Nato da famiglia operaia aveva cominciato a lavorare già nel 1940 presso il calzaturificio Rangoni. Fu attivo fin da giovanissimo nella rete comunista clandestina per raccogliere fondi a sostegno delle famiglie degli antifascisti arrestati. Dopo l’8 settembre 1943 venne arrestato e internato a Cassino per diserzione, non avendo risposto alla richiesta di arruolamento della Repubblica sociale. Riuscito a fuggire, tornò a Firenze per "arruolarsi" nelle Squadre d’Azione Patriottica. Fu protagonista di diverse azioni di guerriglia urbana e di sabotaggio contro il'occupazione nazifascista e nell'agosto 1944 partecipò alla Liberazione di Firenze con la Brigata Sinigaglia. 
Nel dopoguerra Silvano Sarti fu impegnato nella ricostruzione del Partito Comunista e della Camera del Lavoro di Firenze e soprattutto nella riorganizzazione del sindacato nella sua fabbrica, il calzaturificio Rangoni. Negli anni Sessanta diventò segretario provinciale della FILTEA, la categoria dei lavoratori tessili della CGIL, e nel decennio successivo ne diventò segretario nazionale. Sarti è sempre stato attivo anche nell'ANPI, di cui è stato presidente provinciale per 8 anni e, fino alla fine, presidente onorario dell’Anpi di Firenze e componente della presidenza nazionale onoraria. Soprattutto negli ultimi anni si è impegnato per rinsaldare nelle giovani generazioni i valori dell'antifascismo, attraverso una continua presenza nelle scuole, in un costante tentativo di riattualizzare i valori resistenziali, come durante la stagione dei social forum nei primi anni Duemila. Morto nella notte del 24 gennaio 2019, la camera ardente è stata allestita in Palazzo Vecchio e domenica 27 gennaio 2019, giornata della memoria, durante i funerali laici in piazza Signoria è stato salutato da oltre 2.000 persone.